# Jutrzenka (herb szlachecki)

Podstawowa wersja herbu Jutrzenka

Jutrzenka (Księżyc odmienny, Morgenstern) – polski herb szlachecki, używany przez rodzinę osiadłą na Kaszubach. Według Przemysława Pragerta jest to odmiana herbu Księżyc.

## Opis herbu
Herb występował przynajmniej w czterech wariantach. Opisy z wykorzystaniem zasad blazonowania, zaproponowanych przez Alfreda Znamierowskiego:
Jutrzenka I (Księżyc odmienny): Na tarczy dzielonej w słup, w polu prawym, czerwonym, pięć gwiazd złotych (1, 2, 2); w polu lewym, błękitnym, księżyc srebrny z twarzą w prawo. Klejnot: nad hełmem w koronie trzy kłosy żyta złote w wachlarz. Labry z prawej czerwone, podbite złotem, z lewej błękitne, podbite srebrem.
Jutrzenka Ia (Jutrzenka-Trzebiatowski, Księżyc odmienny): Na tarczy dzielonej listwą złotą w słup, w polu prawym, błękitnym, pięć gwiazd srebrnych (1, 2, 2); w polu lewym, błękitnym, księżyc złoty z twarzą w prawo. Klejnot: nad hełmem w koronie trzy lilie naturalne na łodygach dwulistnych w wachlarz. Labry błękitne, podbite złotem.
W opisie tego herbu u Pragerta jest pewna nieścisłość. Otóż podaje on, że opis pochodzi od Żernickiego (Der Polnische Adel i Die polnische Stamwappen). Natomiast opis taki jest tylko w DPA. Według DPSt. wariant ten wygląda następująco:
Na tarczy dzielonej w słup w polu prawym półksiężyc złoty w lewo, w polu lewym, srebrnym, sześć gwiazd złotych (2, 2, 2). W klejnocie słup błękitny obarczony trzema gwiazdami, między dwoma orlimi skrzydłami złotymi. Labry z prawej błękitne, podbite złotem, z lewej błękitne, podbite srebrem. Herb w takiej formie wygląda na połączenie herbów Jutrzenka (tarcza) i Jutrzenka II (klejnot).
Jutrzenka Ib (Księżyc odmienny): Na tarczy dzielonej w słup, w polu prawym, srebrnym, trzy gwiazdy błękitne w słup; w polu lewym, błękitnym, księżyc srebrny z twarzą w prawo. Klejnot: nad hełmem w koronie trzy kłosy żyta złote w wachlarz. Labry błękitne, podbite srebrem.
Jutrzenka Ic (Księżyc odmienny): Na tarczy dzielonej w słup, w polu prawym, srebrnym, sześć gwiazd czerwonych (2, 2, 2); w polu lewym, błękitnym, księżyc złoty z twarzą w prawo. Klejnot: nad hełmem w koronie księżyc złoty, nad którym trzy gwiazdy czerwone w pas. Labry z prawej czerwone, podbite srebrem, z lewej złote, podbite błękitem.

## Najwcześniejsze wzmianki
Herb odnotowany przez polskie i niemieckie herbarze. Wariant I przytaczany jest w herbarzu Pommersches Wappenbuch Bagmihla. Wariant Ia pochodzi od Żernickiego. Wariant Ib odnotował Nowy Siebmacher. Odmianę Ic przytoczył Nowy Siebmacher i Juliusz Karol Ostrowski. Herb taki zachował się na dyplomie legitymacyjnym datowanym na 27 maja 1799.

## Rodzina Jutrzenka
Jutrzenka to stare nazwisko, używane przez drobną szlachtę kaszubską. Nie ma pewności co do jego znaczenia. Jutrzenka może oznaczać dawną miarę ziemi, jutrzynę, modlitwę poranną, jutrznię, albo gwiazdę zaranną, czyli jutrzenkę (niem. Morgenstern). Nazwisko ma pochodzić od wsi Jutrzenka. Rodzina wzmiankowana po raz pierwszy w 1515 wśród posiadaczy działów we wsi Trzebiatkowa (Simon Genzdrecka). Kolejne wzmianki pochodzą z lat 1559 (Michel Gittersink, Auwess Gittersinki), 1603 (Guntersinki), 1607 (Urban, Jakob, Christopff, Hannss, Simon, Albrecht, Matthias Güntersicken), 1658 (Jerzy, Piotr, Maciej, Andrzej, Krzysztof, Jerzy Jitrzaneken), 1688 (Maciej Jutrzenka, Szymon Jutrzenka senior i junior, Albrecht Jutrzenka). Poza Trzebiatkową i Jutrzenką, rodzina posiadała też działy we wsiach: Studzienice, Gostkowo, Rekowo, Czarna Dąbrowa, Gliśno Wielkie. W XVIII wystąpiły próby spolszczania nazwiska, znane są zapiski z lat 1774 (von Jetrzunski), 1775 (von Jestrenski), 1776 (Justrinski). Jutrzenkowie posiadali też w XIX wieku dobra we wsi Szadzko na Pomorzu Zachodnim, Żelkowo i Retowo w ziemi słupskiej oraz Domaniew w Prusach Wschodnich. Rodzina przyjmowała nazwiska odmiejscowe dając początek rodom Trzebiatowskich, Gliszczyńskich i Studzińskich, zachowując rodowe nazwisko w formie przydomka. Najwięcej osób używa obecnie nazwiska Jutrzenka-Trzebiatowski. Służący w armii pruskiej Jutrzenkowie niekiedy tłumaczyli nazwisko na niemiecki (von Morgenstern, albo Morgenstern von Jutrzenka).

## Herbowni
Wariant I miał przynależeć rodzinie Jutrzenka w jej gałęziach: Morgenstern von Jutrzenka i Jutrzenka von Trzebiatowski, a także tylko Trzebiatowski (bez przydomka). Możliwe, że herbu tego używali też Jutrzenka-Gliszczyńscy. Lista herbów innych gałęzi Gliszczyńskich dostępna jest w artykule Gliszczyński III.
Wariant Ia należeć miał do Trzebiatowskich z przydomkiem Jutrzenka.
Wariant Ib miał należeć do nieokreślonej rodziny.
Wariant Ic pochodzi z legitymacji szlachectwa przedstawiciela rodziny Jutrzenka z przydomkiem von Morgenstern.
Nazwisko Trzebiatowski zapisywano też jako Trzebiatkowski i Trzebietowski, zaś Jutrzenka w następujących formach: Genderzika, Genzdrecka, Gitrsinka, Gitrsinki, Gittersinka, Gittersinki, Guntersincki, Güntersinecke, Guntersinka, Guntersinki, Gunther-Sincke, Jestrenski, Jetrzenka, Jetrzunski, Jettzynka, Jitrzanke, Justrinski, Jutrzencka, Jutrzencke, Jutrzonka, Jutrzschentcke, Jutsencke, Jutzenke, Jutzenscke oraz w tłumaczeniu niemieckim Morgenstern i Morgenstern von Jutrzenka.